# Liste des distinctions de Jay Chou
La liste des récompenses et nominations répertorie toutes celles remportées par le chanteur et acteur taïwanais Jay Chou au fil de sa carrière.
Jay Chou est le premier chanteur mandopop à se classer au 9e rang mondial en terme de ventes, Taylor Swift occupant la première place.

## Musique

### Golden Melody Awards
Les Golden Melody Awards (金曲獎) sont l'équivalent des Grammy Awards à Taïwan. Jay Chou totalise 21 récompenses et 58 nominations.
| Année | Travail nommé                                | Catégorie                                | Résultat   | Réf.   |
| ----- | -------------------------------------------- | ---------------------------------------- | ---------- | ------ |
| 2001  | Jay                                          | Meilleur album                           | Lauréat    | [ 2 ]  |
| 2001  | Adorable Lady                                | Meilleur compositeur                     | Nomination | [ 2 ]  |
| 2001  | Jay Chou                                     | Meilleur producteur d'album              | Nomination | [ 2 ]  |
| 2001  | Jay Chou                                     | Meilleur nouvel artiste                  | Nomination | [ 2 ]  |
| 2002  | Fantasy                                      | Meilleur album                           | Lauréat    | [ 3 ]  |
| 2002  | Jay Chou pour Love Before BC                 | Meilleur compositeur                     | Lauréat    | [ 3 ]  |
| 2002  | Jay Chou                                     | Meilleur producteur d'album              | Lauréat    | [ 3 ]  |
| 2002  | Jay Chou                                     | Meilleur chanteur                        | Nomination | [ 3 ]  |
| 2003  | The Eight Dimensions                         | Meilleur album                           | Nomination |        |
| 2003  | Jay Chou                                     | Meilleur producteur d'album              | Nomination |        |
| 2003  | Vincent Feng pour Grandfather's Tea          | Meilleur parolier                        | Nomination |        |
| 2003  | Hong Jiaoying pour Dragon Fist               | Meilleur arrangement musical             | Nomination |        |
| 2003  | Zhong Xinming pour Finale Battle             | Meilleur arrangement musical             | Nomination |        |
| 2004  | Ye Hui Mei                                   | Meilleur album en mandarin               | Lauréat    | [ 4 ]  |
| 2004  | Jay Chou pour East Wind Break                | Meilleur compositeur                     | Nomination | [ 4 ]  |
| 2004  | Jay Chou pour Terraced Field                 | Meilleur parolier                        | Nomination | [ 4 ]  |
| 2004  | Vincent Feng pour East Wind Break            | Meilleur parolier                        | Nomination | [ 4 ]  |
| 2004  | Jay Chou                                     | Meilleure production d'album             | Nomination | [ 4 ]  |
| 2004  | Jay Chou                                     | Meilleur chanteur masculin               | Nomination | [ 4 ]  |
| 2004  | Kuang Sheng pour Third Year Second Class     | Meilleure direction artistique           | Lauréat    | [ 4 ]  |
| 2004  | Hong Yingjiao pour In the name of the father | Meilleur arrangement musical             | Nomination | [ 4 ]  |
| 2005  | Common Jasmin Orange                         | Meilleur album                           | Nomination | [ 5 ]  |
| 2005  | Jay Chou pour Common Jasmine Orange          | Meilleur compositeur                     | Nomination | [ 5 ]  |
| 2005  | Jay Chou                                     | Meilleur chanteur masculin               | Nomination | [ 5 ]  |
| 2007  | Faraway (avec Fei Yu-ching)                  | Chanson de l'année                       | Nomination | [ 6 ]  |
| 2007  | Jay Chou pour Moulin Rouge                   | Meilleure direction artistique           | Nomination | [ 6 ]  |
| 2007  | Jay Chou pour Fearless                       | Meilleure direction d'un single          | Lauréat    | [ 6 ]  |
| 2008  | Blue and White Porcelain                     | Chanson de l'année                       | Lauréat    | [ 7 ]  |
| 2008  | On the Run                                   | Meilleur album                           | Nomination | [ 7 ]  |
| 2008  | Jay Chou pour Blue and White Porcelain       | Meilleur compositeur                     | Lauréat    | [ 7 ]  |
| 2008  | Secret                                       | Meilleur album instrumental              | Nomination | [ 7 ]  |
| 2008  | Jay Chou & Terdsak Janpan pour Piano Room    | Meilleur compositeur instrumental        | Lauréat    | [ 7 ]  |
| 2008  | Jay Chou pour Secret                         | Meilleur producteur d'album instrumental | Lauréat    | [ 7 ]  |
| 2009  | Rice Field                                   | Chanson de l'année                       | Lauréat    | [ 8 ]  |
| 2009  | Capricorn                                    | Meilleur album en mandarin               | Nomination | [ 8 ]  |
| 2009  | Jay Chou pour Magician                       | Meilleur vidéo clip                      | Lauréat    | [ 8 ]  |
| 2009  | Jay Chou pour Rice Field                     | Meilleur compositeur                     | Nomination | [ 8 ]  |
| 2009  | Jay Chou pour Rice Field                     | Meilleur parolier                        | Nomination | [ 8 ]  |
| 2009  | Jay Chou                                     | Meilleur producteur d'album              | Nomination | [ 8 ]  |
| 2009  | Jay Chou                                     | Meilleur chanteur masculin               | Lauréat    | [ 8 ]  |
| 2011  | "Superman Can't Fly"                         | Chanson de l'année                       | Nomination | [ 9 ]  |
| 2011  | The Era                                      | Meilleur album                           | Lauréat    | [ 9 ]  |
| 2011  | Jay Chou pour Fireworks Cool Easily          | Meilleur compositeur                     | Nomination | [ 9 ]  |
| 2011  | Vincent Feng pour Fireworks Cool Easily      | Meilleur parolier                        | Nomination | [ 9 ]  |
| 2011  | Jay Chou                                     | Meilleur producteur d'album              | Nomination | [ 9 ]  |
| 2011  | Jay Chou                                     | Meilleur chanteur masculin               | Lauréat    | [ 9 ]  |
| 2012  | Jay Chou pour Sailor Afraid of Water         | Meilleur arrangement musical             | Nomination | [ 10 ] |
| 2012  | Jay Chou                                     | Meilleur chanteur masculin               | Nomination | [ 10 ] |
| 2013  | Opus 12                                      | Meilleur album                           | Nomination | [ 11 ] |
| 2013  | Jay Chou pour Opus 12                        | Meilleur producteur d'album              | Nomination | [ 11 ] |
| 2013  | Jay Chou                                     | Meilleur chanteur masculin               | Nomination | [ 11 ] |
| 2015  | Aiyo, Not Bad                                | Meilleur album                           | Nomination | [ 12 ] |
| 2015  | Jay Chou pour Aiyo, Not Bad                  | Meilleur producteur d'album              | Nomination | [ 12 ] |
| 2017  | Love Confession                              | Chanson de l'année                       | Nomination | [ 13 ] |
| 2017  | Bedtime Stories                              | Meilleur vidéo clip                      | Nomination | [ 13 ] |
| 2017  | Jay Chou                                     | Meilleur chanteur masculin               | Nomination | [ 13 ] |
| 2021  | Jay Chou pour Mojito                         | Meilleur producteur d'un single          | Nomination |        |
| 2023  | Greatest Works of Art                        | Chanson de l'année                       | Nomination |        |

### Taipei Festival Music Pop Awards
| Année | Travail nommé | Catégorie                                           | Résultat |
| ----- | ------------- | --------------------------------------------------- | -------- |
| 2001  | Jay Chou      | Top 10 des chanteurs les plus populaires            | Lauréat  |
| 2002  | Jay Chou      | Top 20 des chanteurs les plus populaires de l'année | Lauréat  |
| 2002  | Jay Chou      | Meilleure personnalité de l'année                   | Lauréat  |

### Singapore Hits Awards
Singapore Hit Awards est une cérémonie organisée par YES 93.3FM à Singapour, de 1993 à 2014.
| Année | Travail nommé         | Catégorie                                            | Résultat |
| ----- | --------------------- | ---------------------------------------------------- | -------- |
| 2001  | Jay Chou              | Meilleur nouvel artiste                              | Lauréat  |
| 2002  | Jay Chou              | Chanteur masculin le plus admiré de l'Asie-Pacifique | Lauréat  |
| 2002  | Jay Chou              | Chanteur le plus vendu de l'année                    | Lauréat  |
| 2002  | Fantasy               | Meilleur album le plus vendu de l'année              | Lauréat  |
| 2003  | Jay Chou              | Chanteur le plus vendu de l'année                    | Lauréat  |
| 2003  | Jay Chou              | Chanteur masculin le plus admiré de l'Asie-Pacifique | Lauréat  |
| 2003  | Jay Chou              | Chanteur le plus populaire                           | Lauréat  |
| 2004  | Jay Chou              | Chanteur le plus populaire                           | Lauréat  |
| 2004  | Jay Chou              | Prix musical MTV de l'Asie                           | Lauréat  |
| 2004  | Jay Chou              | Chanteur le plus populaire de Taïwan                 | Lauréat  |
| 2004  | Ye Hui Mei            | Meilleur producteur d'album                          | Lauréat  |
| 2005  | Jay Chou              | Chanteur masculin le plus admiré de l'Asie-Pacifique | Lauréat  |
| 2005  | Jay Chou              | Chanteur le plus populaire                           | Lauréat  |
| 2007  | Chrysanthemum Terrace | Top 10 des chansons                                  | Lauréat  |
| 2007  | Still Fantasy         | Meilleure production d'album                         | Lauréat  |
| 2008  | Jay Chou              | Chanteur exceptionnel étranger                       | Lauréat  |
| 2008  | Cowboy On the Run     | Top 10 des chansons                                  | Lauréat  |
| 2009  | Capricorn             | Meilleur producteur d'album                          | Lauréat  |
| 2009  | Jay Chou              | Prix médiatique en Asie (chanteur)                   | Lauréat  |
| 2010  | Jay Chou              | Prix médiatique en Asie (chanteur)                   | Lauréat  |
| 2010  | The Era               | Meilleur album                                       | Lauréat  |
| 2011  | Say Goodbye           | Top 10 des chansons                                  | Lauréat  |

### Malaysia Melody Awards
| Année | Travail nommé             | Catégorie                     | Résultat |
| ----- | ------------------------- | ----------------------------- | -------- |
| 2001  | Black Humor               | Top 10 des chansons chinoises | Lauréat  |
| 2001  | Jay Chou pour Black Humor | Meilleur compositeur          | Lauréat  |
| 2002  | Love Before the Century   | Top 20 des chansons           | Lauréat  |

### Global Chinese Music Awards
Global Chinese Music Awards (全球華語歌曲排行榜頒獎典禮) est une cérémonie organisée par sept stations radio : Hit FM, RTHK, East Radio Pop, Radio Guangdong, Beijing Yinyue Tai, YES 93.3FM et 988 FM, de 2000 à 2019. 
| Année | Travail nommé                  | Catégorie                                           | Résultat |
| ----- | ------------------------------ | --------------------------------------------------- | -------- |
| 2001  | Starry Mood                    | Top 20 des chansons de l'année                      | Lauréat  |
| 2001  | Jay Chou                       | Meilleur nouvel artiste                             | Lauréat  |
| 2002  | Fantasy                        | Meilleur album                                      | Lauréat  |
| 2002  | Jay Chou                       | Meilleur producteur                                 | Lauréat  |
| 2002  | Jay Chou                       | Meilleur chanteur compositeur                       | Lauréat  |
| 2002  | Jay Chou                       | Artiste distingué de Taïwan                         | Lauréat  |
| 2002  | Silence                        | Top 20 des chansons                                 | Lauréat  |
| 2003  | Jay Chou                       | Chanteur masculin le plus populaire                 | Lauréat  |
| 2003  | Jay Chou                       | Artiste exceptionnel (Taïwan)                       | Lauréat  |
| 2004  | Jay Chou                       | Chanteur masculin le plus populaire                 | Lauréat  |
| 2004  | Jay Chou                       | Artiste compositeur le plus populaire               | Lauréat  |
| 2004  | Jay Chou                       | Artiste exceptionnel (Taïwan)                       | Lauréat  |
| 2004  | Ye Hui Mei                     | Meilleur album                                      | Lauréat  |
| 2004  | Sunny Day                      | Top 20 des chansons de l'année                      | Lauréat  |
| 2005  | Jay Chou                       | Artiste exceptionnel (Taïwan)                       | Lauréat  |
| 2005  | Common Jasmin Orange           | Top 20 des chansons de l'année                      | Lauréat  |
| 2007  | Jay Chou                       | Top 5 des chanteurs les plus populaires             | Lauréat  |
| 2007  | Chrysanthemun Terrace          | Top 20 des chansons les plus populaires             | Lauréat  |
| 2006  | Jay Chou                       | Top 5 des chanteurs les plus populaires             | Lauréat  |
| 2006  | Coral Sea (avec Lara Veronin)  | Chanson la plus populaire en duo                    | Lauréat  |
| 2006  | Nocturne                       | Top 20 des chansons les plus populaires             | Lauréat  |
| 2008  | Secret                         | Top 20 des chansons les plus populaires             | Lauréat  |
| 2009  | Rice Field                     | Top 20 des chansons de l'année                      | Lauréat  |
| 2010  | Jay Chou                       | Top 5 des chanteurs les plus populaires             | Lauréat  |
| 2010  | Sand Painting (avec Cindy Yen) | Chanson en collaboration la plus populaire (Taïwan) | Lauréat  |
| 2010  | Superman Can't Fly             | Top 20 des chansons de l'année                      | Lauréat  |

### TVB8 Mandarin Music Awards
TVB8 Mandarin Music Awards (TVB8金曲榜頒獎典禮) est une cérémonie organisée par la chaîne télévisée TVB8 à  Hong Kong, de 1999 à 2015.
| Année | Travail nommé                  | Catégorie                           | Résultat |
| ----- | ------------------------------ | ----------------------------------- | -------- |
| 2001  | Starry Mood                    | Chanson de l'année                  | Lauréat  |
| 2001  | Jay Chou pour Starry Mood      | Meilleur producteur                 | Lauréat  |
| 2001  | Jay Chou                       | Meilleur nouvel artiste masculin    | Lauréat  |
| 2002  | Jay Chou pour Can't Open Mouth | Meilleur compositeur                | Lauréat  |
| 2002  | Cant Open Mouth                | Chanson de l'année                  | Lauréat  |
| 2002  | Jay Chou                       | Chanteur masculin le plus populaire | Lauréat  |
| 2004  | Common Jasmine Orange          | Meilleure composition               | Lauréat  |
| 2004  | Common Jasmine Orange          | Meilleure production                | Lauréat  |
| 2008  | Cowboy on the Run              | Meilleure performance de vidéo clip | Lauréat  |

### Association d'échange de musiciens chinois
| Année | Travail nommé          | Catégorie                     | Résultat |
| ----- | ---------------------- | ----------------------------- | -------- |
| 2001  | Indian Old Bird        | Top 10 des singles de l'année | Lauréat  |
| 2002  | William's Castle       | Top 10 des singles de l'année | Lauréat  |
| 2002  | Fantasy                | Top 10 des albums de l'année  | Lauréat  |
| 2004  | Ye Hui Mei             | Top 10 des albums de l'année  | Lauréat  |
| 2004  | Terrace Field          | Top 10 des singles de l'année | Lauréat  |
| 2004  | East Broken Winds      | Top 10 des singles de l'année | Lauréat  |
| 2005  | Common Jasmin Orange   | Top 10 des albums de l'année  | Lauréat  |
| 2005  | General                | Top 10 des singles de l'année | Lauréat  |
| 2006  | November's Chopin      | Top 10 des albums de l'année  | Lauréat  |
| 2007  | Still Fantasy          | Top 10 des albums de l'année  | Lauréat  |
| 2007  | Chrysanthemum Terrace  | Top 10 des singles de l'année | Lauréat  |
| 2009  | Capricorn              | Top 10 des albums de l'année  | Lauréat  |
| 2009  | Magician               | Top 10 des singles de l'année | Lauréat  |
| 2011  | The Era                | Top 10 des albums de l'année  | Lauréat  |
| 2011  | Daddy                  | Top 10 des singles de l'année | Lauréat  |
| 2012  | Exclamation Mark       | Top 10 des albums de l'année  | Lauréat  |
| 2012  | Sailor Afraid of Water | Top 10 des singles de l'année | Lauréat  |
| 2013  | Opus 12                | Top 10 des albums de l'année  | Lauréat  |

### Metro Radio Hits Music Awards
Metro Radio Hits Music Awards (新城勁爆頒獎禮) est une cérémonie par la station Metro Radio à Hong Kong depuis 1994.
| Année | Travail nommé     | Catégorie                                   | Résultat |
| ----- | ----------------- | ------------------------------------------- | -------- |
| 2001  | Jay Chou          | Nouveau chanteur étranger                   | Lauréat  |
| 2001  | Starry Mood       | Meilleure chanson                           | Lauréat  |
| 2001  | Tornado           | Chanson de karaoké la plus populaire        | Lauréat  |
| 2002  | Back to the Past  | Prix de la chanson Metro Hit                | Lauréat  |
| 2003  | Jay Chou          | Chanteur masculin en Asie                   | Lauréat  |
| 2005  | November's Chopin | Composition d'album                         | Lauréat  |
| 2005  | Jay Chou          | Chanteur compositeur                        | Lauréat  |
| 2005  | Jay Chou          | Chanteur masculin par vote national de fans | Lauréat  |
| 2005  | Jay Chou          | Chanteur masculin en Asie                   | Lauréat  |
| 2005  | Nocturne          | Meilleure chanson                           | Lauréat  |

### Jade Solid Gold Awards
JSG Awards (勁歌金曲頒獎典禮) est une cérémonie organisée par l'émission musicale Jade Solid Gold  diffusée sur TVB Jade à Hong Kong, de 1984 à 2021.
| Année | Travail nommé         | Catégorie                                       | Résultat |
| ----- | --------------------- | ----------------------------------------------- | -------- |
| 2002  | Can't Open Mouth      | Chanson la plus populaire                       | Lauréat  |
| 2002  | Jay Chou              | Auteur-compositeur-interprète le plus populaire | Lauréat  |
| 2002  | Jay Chou              | Nouvel artiste masculin le plus populaire       | Lauréat  |
| 2002  | Jay Chou              | Meilleure performance exceptionnelle            | Lauréat  |
| 2003  | Back to the Past      | Chanson la plus populaire (prix d'or)           | Lauréat  |
| 2003  | Jay Chou pour Silence | MEilleur producteur de chanson                  | Lauréat  |

### Ultimate Song Charts Awards
Ultimate Song Charts Awards (叱咤樂壇流行榜頒獎典禮) est une cérémonie organisée par la radio de Hong Kong depuis 1984.
| Année | Travail nommé    | Catégorie                              | Résultat |
| ----- | ---------------- | -------------------------------------- | -------- |
| 2002  | Jay Chou         | Chanteur le plus puissant              | Lauréat  |
| 2002  | Jay Chou         | Meilleur auteur-compositeur            | Lauréat  |
| 2002  | Can't Open Mouth | Prix "Ma chanson préférée"             | Lauréat  |
| 2003  | Back to the Past | Top 10 des recommandations (8e)        | Lauréat  |
| 2003  | Jay Chou         | Meilleur auteur-compositeur-interprète | Lauréat  |

### IFPI Hong Kong Record Sale Awards
| Année | Travail nommé                 | Catégorie                          | Résultat |
| ----- | ----------------------------- | ---------------------------------- | -------- |
| 2002  | Fantasy                       | Top 10 des albums les mieux vendus | Lauréat  |
| 2003  | The Eight Dimension           | Top 10 des albums les mieux vendus | Lauréat  |
| 2003  | Fantasy Plus                  | Top 10 des albums les mieux vendus | Lauréat  |
| 2003  | The Eight Dimension           | Album le plus vendu                | Lauréat  |
| 2004  | Hidden Track EP               | Top 10 albums les plus vendus      | Lauréat  |
| 2004  | Ye Hui Mei                    | Top 10 albums les plus vendus      | Lauréat  |
| 2004  | Ye Hui Mei                    | Album le plus vendu                | Lauréat  |
| 2005  | Common Jasmine Orange         | Top 10 des albums les plus vendus  | Lauréat  |
| 2005  | Common Jasmine Orange         | Album le plus vendu                | Lauréat  |
| 2006  | November's Chopin             | Top 10 des albums les plus vendus  | Lauréat  |
| 2006  | Incomparable Concert          | Top 10 des albums les plus vendus  | Lauréat  |
| 2006  | Incomparable Concert          | Album le plus vendu                | Lauréat  |
| 2007  | Fearless EP                   | Top 10 des albums les plus vendus  | Lauréat  |
| 2007  | Still Fantasy                 | Top 10 des albums les plus vendus  | Lauréat  |
| 2007  | Still Fantasy                 | Album le plus vendu                | Lauréat  |
| 2008  | On the Run                    | Top 10 des albums les plus vendus  | Lauréat  |
| 2008  | Curse of the Golden Flower EP | Top 10 des albums les plus vendus  | Lauréat  |

### China Music Awards
China Music Awards (全球華語榜中榜) est une cérémonie organisée par la chaîne télévisée Channel V depuis 1994.
| Année | Travail nommé        | Catégorie                                           | Résultat   |
| ----- | -------------------- | --------------------------------------------------- | ---------- |
| 2002  | Can't Open Mouth     | Top 20 des chansons de l'année                      | Lauréat    |
| 2002  | Jay Chou             | Chanteur masculin le plus populaire                 | Lauréat    |
| 2002  | Jay Chou             | Nouveau chanteur-compositeur                        | Lauréat    |
| 2002  | Jay Chou             | Nouvelle vague de chanteurs                         | Lauréat    |
| 2003  | Jay Chou             | Chanteur le plus puissant                           | Lauréat    |
| 2004  | Jay Chou             | Meilleur chanteur-compositeur                       | Lauréat    |
| 2004  | Jay Chou             | Meilleure chanson                                   | Lauréat    |
| 2005  | Jay Chou             | Meilleur chanteur masculin                          | Lauréat    |
| 2005  | Jay Chou             | Chanteur le plus populaire                          | Lauréat    |
| 2005  | Common Jasmin Orange | Chanson de l'année                                  | Lauréat    |
| 2005  | Jay Chou             | Meilleur compositeur à Hong Kong et Taïwan          | Lauréat    |
| 2006  | Jay Chou             | Meilleur chanteur masculin                          | Lauréat    |
| 2006  | Jay Chou             | Chanteur le plus populaire                          | Lauréat    |
| 2006  | Jay Chou             | Meilleur chanteur compositeur                       | Lauréat    |
| 2006  | Nocturne             | Vidéo clip le plus populaire                        | Lauréat    |
| 2006  | Nocturne             | Chanson de l'année                                  | Lauréat    |
| 2007  | Faraway              | Meilleure chanson à Hong Kong et Taïwan             | Lauréat    |
| 2010  | Jay Chou             | Prix 12530 musique digitale                         | Lauréat    |
| 2010  | Jay Chou             | Meilleur chanteur masculin                          | Nomination |
| 2010  | Jay Chou             | Chanteur masculin préféré                           | Nomination |
| 2010  | Jay Chou             | Artiste ayant le plus d'influence                   | Nomination |
| 2011  | Jay Chou             | Prix spécial de l'année                             | Lauréat    |
| 2011  | Jay Chou             | Meilleur chanteur masculin                          | Nomination |
| 2011  | Jay Chou             | Meilleur chanteur préféré                           | Nomination |
| 2011  | The Era              | Meilleur album                                      | Nomination |
| 2011  | Jay Chou             | Meilleur chanteur compositeur                       | Nomination |
| 2012  | Exclamation Mark     | Meilleur album à Hong Kong                          | Lauréat    |
| 2012  | Jay Chou             | Artiste ayant le plus d'influence en Asie           | Lauréat    |
| 2012  | Jay Chou             | Meilleure musique numérique                         | Lauréat    |
| 2015  | Jay Chou             | Artiste polyvalent le plus populaire en Asie        | Lauréat    |
| 2015  | Jay Chou             | Créateur talentueux dans la scène musciale chinoise | Lauréat    |

### Chinese Top Ten Music Awards
东方风云榜音乐盛典
| Année | Travail nommé             | Catégorie                                                      | Résultat |
| ----- | ------------------------- | -------------------------------------------------------------- | -------- |
| 2002  | Jay Chou                  | Meilleur chanteur masculin taïwanais de l'année                | Lauréat  |
| 2002  | Rooftop (avec Landy Wen)  | Meilleure collaboration                                        | Lauréat  |
| 2003  | Jay Chou                  | Grand prix de l'année                                          | Lauréat  |
| 2003  | Jay Chou                  | Meilleur chanteur compositeur                                  | Lauréat  |
| 2003  | Secret Code               | Top 10 des chansons de l'année à Hong Kong et Taïwan           | Lauréat  |
| 2004  | Jay Chou                  | Chanteur le plus populaire de l'année à Taïwan                 | Lauréat  |
| 2004  | Jay Chou                  | Meilleur compositeur étranger de l'année à Hong Kong et Taïwan | Lauréat  |
| 2004  | Jay Chou                  | Grand prix de l'année                                          | Lauréat  |
| 2004  | Ye Hui Mei                | Meilleur album étranger de l'année à Hong Kong et Taïwan       | Lauréat  |
| 2004  | East Broken Winds         | Top 10 des chansons de l'année à Hong Kong et Taïwan           | Lauréat  |
| 2004  | Third Year Second Class   | Top 10 des chansons de l'année à Hong Kong et Taïwan           | Lauréat  |
| 2004  | Sunny Day                 | Top 10 des chansons de l'année à Hong Kong et Taïwan           | Lauréat  |
| 2005  | Jay Chou                  | Chanteur masculin le plus populaire de l'année (Taïwan)        | Lauréat  |
| 2005  | Jay Chou                  | Meilleur chanteur masculin à Hong Kong et Taïwan               | Lauréat  |
| 2005  | Common Jasmin Orange      | Top 10 des chansons de l'année à Hong Kong et Taïwan           | Lauréat  |
| 2005  | Dedication de Jordan Chan | Meilleure composition cantonaise de l'année                    | Lauréat  |
| 2005  | Common Jasmin Orange      | Meilleur album de l'année                                      | Lauréat  |
| 2006  | Jay Chou                  | Chanteur le plus populaire à Hong Kong et Taïwan               | Lauréat  |
| 2006  | Jay Chou                  | Meilleur chanteur masculin des régions sinophones              | Lauréat  |
| 2006  | November's Chopin         | Meilleur album des régions sinophones                          | Lauréat  |
| 2007  | Faraway avec Fei Yu-ching | Meilleur chanson à Hong Kong et Taïwan                         | Lauréat  |
| 2007  | Jay Chou                  | Chanteur masculin le plus populaire à Hong Kong et Taïwan      | Lauréat  |
| 2007  | Jay Chou                  | Meilleur chanteur masculin à Hong Kong et Taïwan               | Lauréat  |
| 2007  | Jay Chou                  | Meilleur compositeur à Hong Kong et Taïwan                     | Lauréat  |
| 2007  | Still Fantasy             | Meilleur album à Hong Kong et Taïwan                           | Lauréat  |
| 2007  | Chrysanthemum Terrace     | Meilleure chanson de film                                      | Lauréat  |

### MTV Video Music Awards Japan
| Année | Travail nommé | Catégorie                      | Résultat |
| ----- | ------------- | ------------------------------ | -------- |
| 2002  | -             | Artiste exceptionnel de l'Asie | Lauréat  |

### RTHK Top 10 Gold Songs Awards
Top Ten Chinese Gold Songs Awards (十大中文金曲頒獎音樂會) est une cérémonie par RTHK à Hong Kong depuis 1979.
| Année | Travail nommé               | Catégorie                                           | Résultat |
| ----- | --------------------------- | --------------------------------------------------- | -------- |
| 2002  | Jay Chou                    | Artiste masculin le plus prometteur                 | Lauréat  |
| 2002  | Jay Chou                    | Top 10 des chanteurs pop exceptionnels              | Lauréat  |
| 2002  | Starry Mood                 | Chanson exceptionnelle                              | Lauréat  |
| 2003  | Jay Chou                    | Top 10 des chanteurs pop exceptionnels              | Lauréat  |
| 2003  | Jay Chou                    | Meilleur chanteur de l'année                        | Lauréat  |
| 2003  | Jay Chou                    | Chanteur national le plus populaire (prix d'argent) | Lauréat  |
| 2003  | Silence                     | Chanson exceptionnelle                              | Lauréat  |
| 2005  | Common Jasmine Orange       | Top 20 des chansons                                 | Lauréat  |
| 2005  | Common Jasmine Orange       | Chanson exceptionnelle (prix d'or)                  | Lauréat  |
| 2005  | Jay Chou                    | Chanteur pop exceptionnel                           | Lauréat  |
| 2005  | Jay Chou                    | Chanteur national le plus populaire (prix d'argent) | Lauréat  |
| 2005  | Jay Chou                    | Chanteur le plus vendu de l'année                   | Lauréat  |
| 2006  | Jay Chou                    | Chanteur pop exceptionnel                           | Lauréat  |
| 2006  | Jay Chou                    | Chanteur le plus vendu de l'année                   | Lauréat  |
| 2007  | Jay Chou                    | Chanteur pop exceptionnel                           | Lauréat  |
| 2007  | Faraway (avec Fei Yu-ching) | Chanson mandarin la plus populaire au pays          | Lauréat  |
| 2008  | Secret                      | Chanson exceptionnelle                              | Lauréat  |
| 2014  | Jay Chou                    | Chanteur masculin le plus populaire                 | Lauréat  |
| 2020  | Won't Cry                   | Chanson exceptionnelle (prix d'or)                  | Lauréat  |
| 2021  | I Truly Believe             | Top 10 des chansons                                 | Lauréat  |
| 2023  | Jay Chou                    | Meilleur chanteur chinois                           | Lauréat  |

### CASH Golden Sail Music Awards
| Année | Travail nommé    | Catégorie                              | Résultat |
| ----- | ---------------- | -------------------------------------- | -------- |
| 2002  | Can't Open Mouth | Meilleure performance vocale masculine | Lauréat  |
| 2002  | Fantasy          | Meilleur album                         | Lauréat  |

### World Music Awards
| Année | Travail nommé        | Catégorie                     | Résultat |
| ----- | -------------------- | ----------------------------- | -------- |
| 2004  | Common Jasmin Orange | Artiste chinois le plus vendu | Lauréat  |
| 2006  | Still Fantasy        | Artiste chinois le plus vendu | Lauréat  |
| 2007  | On the Run           | Artiste chinois le plus vendu | Lauréat  |
| 2008  | Capricorn            | Artiste chinois le plus vendu | Lauréat  |

### KKBox Music Awards
KKbox Music Awards (KKBOX數位音樂風雲榜) est une cérémonie organisée par le service de diffusion musicale KKBOX à Taïwan depuis 2006.
| Année | Travail nommé     | Catégorie                      | Résultat |
| ----- | ----------------- | ------------------------------ | -------- |
| 2006  | Nocturne          | Top 10 des singles de l'année  | Lauréat  |
| 2006  | Coral Sea         | Top 10 des chansons de l'année | Lauréat  |
| 2006  | Snow Like Hair    | Top 10 des chansons de l'année | Lauréat  |
| 2006  | November's Chopin | Top 10 des albums de l'année   | Lauréat  |
| 2006  | Jay Chou          | Top 10 des artistes de l'année | Lauréat  |
| 2006  | Jay Chou          | Chanteur masculin de l'année   | Lauréat  |

### IFPI Global Sales Chart Awards
| Année | Travail nommé         | Catégorie                                   | Résultat |
| ----- | --------------------- | ------------------------------------------- | -------- |
| 2023  | Greatest Works of Art | Artiste d'enregistrement mondial de l'année | Lauréat  |

## Cinéma

### Golden Horse Awards
| Année | Travail nommé                         | Catégorie                     | Résultat   | Réf.   |
| ----- | ------------------------------------- | ----------------------------- | ---------- | ------ |
| 2005  | Jay Chou pour Initial D               | Meilleure révélation          | Lauréat    | [ 14 ] |
| 2005  | "Drifting" par Jay Chou d'Initial D   | Meilleure chanson originale   | Nomination | [ 14 ] |
| 2007  | Terdsak Janpan & Jay Chou pour Secret | Meilleure bande-sonore        | Nomination | [ 15 ] |
| 2007  | "Secret" de Secret                    | Meilleure chanson originale   | Lauréat    | [ 15 ] |
| 2007  | Jay Chou                              | Meilleur réalisateur (Taïwan) | Nomination | [ 15 ] |
| 2008  | "Master Chou" de Kung Fu Dunk         | Meilleure chanson originale   | Nomination | [ 16 ] |

### MTV Movie & TV Awards
| Année | Travail nommé    | Catégorie                             | Résultat   | Réf.   |
| ----- | ---------------- | ------------------------------------- | ---------- | ------ |
| 2011  | The Green Hornet | Meilleure performance révolutionnaire | Nomination | [ 17 ] |

### Hong Kong Film Awards
| Année | Travail nommé                                         | Catégorie                   | Résultat   | Réf.   |
| ----- | ----------------------------------------------------- | --------------------------- | ---------- | ------ |
| 2006  | Jay Chou pour Initial D                               | Meilleure révélation        | Lauréat    | [ 18 ] |
| 2006  | "Drifting" d'Initial D                                | Meilleure chanson originale | Nomination | [ 18 ] |
| 2007  | Curse of the Golden Flower                            | Meilleur rôle secondaire    | Nomination | [ 19 ] |
| 2007  | "Chrysanthemum Terrace" de Curse of the Golden Flower | Meilleure chanson originale | Lauréat    | [ 19 ] |
| 2007  | "Fearless" de Le Maître d'armes                       | Meilleure chanson originale | Nomination | [ 19 ] |